# Sian Barbara Allen
Pour les articles homonymes, voir Allen.
Barbara Susan Pokrass, dite Sian Barbara Allen, née le 12 juillet 1946 à Reading (Pennsylvanie) et morte le 31 mars 2025 à Chapel Hill (Caroline du Nord), est une actrice américaine.
Originaire de Reading, en Pennsylvanie, Sian Barbara Allen étudie à la Pasadena Playhouse avant d'apparaître dans son premier rôle à l'écran dans la série O'Hara, U.S. Treasury en 1971. Elle joue ensuite dans de nombreuses séries télévisées au cours des années suivantes, notamment dans La Famille des collines, Gunsmoke et L'Homme de fer.
Elle joue dans plusieurs téléfilms, dont Scream, Pretty Peggy (1973) et The Lindbergh Kidnapping Case (1976). En plus de ses prestations télévisées, Sian Barbara Allen joue dans deux longs métrages : le thriller You'll Like My Mother (1972) et le western Un colt pour une corde (1974). Pour sa performance dans You'll Like My Mother, elle est nommée pour le Golden Globe Award de la révélation féminine de l'année.

## Biographie

### Enfance et éducation
Après avoir obtenu son diplôme à la Reading Senior High School, Sian Barbara Allen accepte une bourse et étudie à la Pasadena Playhouse à Pasadena, en Californie, entre 1964 et 1965.

### Carrière
Sian Barbara Allen est apparue dans le film d'horreur You'll Like My Mother (1972), avec Patty Duke, Rosemary Murphy et Richard Thomas. Pour ce rôle, elle obtient d’être nommée aux Golden Globes en 1973 comme jeune espoir féminin.
Elle effectue l'essentiel de sa carrière dans des séries américaines, puis se retire des écrans après un dernier rôle dans La Loi de Los Angeles en 1990.

### Vie privée et mort
Sian Barbara Allen se marie avec Peter Gelblum et donne naissance à une fille, Emily,. Leur mariage se termine en 2001. Elle est la sœur aînée de Meg Pokrass, auteur de flash fiction, éditrice et enseignante.
Le 31 mars 2025, elle meurt à Chapel Hill, en Caroline du Nord, des suites de la maladie d'Alzheimer à l'âge de 78 ans,,. Elle laisse dans le deuil sa fille Emily Fonseca, ses deux sœurs Hannah Davie et Meg Pokrass, son neveu Miles Bond, ses cousins Marcy, Mike et Mark Reuben et son petit-fils Arlo Fonseca.

## Filmographie partielle

### À la télévision
- 1971 : Gunsmoke, 3 épisodes : Allie Dawson
- 1971 : The Bold Ones: The Lawyers, épisode : In Sudden Darkness : Lauren Hazelwood
- 1971 : Opération Danger (Alias Smith and Jones), épisode : Six Strangers at Apache Springs : Sœur Grace
- 1971-1974 : Docteur Marcus Welby (Marcus Welby, M.D.), 3 épisodes
- 1972 : Sur la piste du crime (The F.B.I.), épisode The Set-Up : Bridy Nolan
- 1972 : Bonanza, épisode : Ambush at Rio Lobo : Teresa Burnside
- 1972-1974 : L'Homme de fer (Ironside), 3 épisodes : Susan Todd / Jane Spencer
- 1973 : Saison 3 de Columbo, épisode 1 : Adorable mais dangereuse (Lovely but Lethal) : Shirley Blaine
- 1973 : Love, American Style, Section :  Love and the Happy Family : Jane
- 1973 : La Famille des collines (The Waltons), épisodes : The Love Story et The Thanksgiving Story : Jenny Pendleton
- 1974 : Kojak, épisode : Down a Long and Lonely River : Lyndsey Walker
- 1974 : 200 dollars plus les frais (The Rockford Files) : épisode : Tall Woman in Red Wagon : Sandra Turkel
- 1974 : Auto-patrouille (Adam-12) : épisode :  Something Worth Dying For : Partie 1 : Sparky
- 1976 : Police Story, épisode : The Other Side of the Badge : Dana Vernon
- 1976 : Capitaines et Rois (Captains and the Kings) : Cara Leslie
- 1977 : Hawaï police d'État (Hawaii Five-O), épisode : East Wind − Ill Wind : Kati Parisa
- 1978 : Baretta, épisode : The Appointment : Ellen
- 1978 : Le Signe de justice (Sword of Justice), épisode : Aloha, Julie Lang : Emily Lang
- 1979 : Saison 2 de L'Incroyable Hulk, épisode 20 : La Chambre sourde (The Quiet Room) : Kathy Allen
- 1984 : Falcon Crest, épisode : Lord of the Valley : Mrs. Perkins
- 1988 : Cagney et Lacey (Cagney & Lacey), épisode : A Fair Shake: Part 2 : Rhoda Duggan
- 1990 : La Loi de Los Angeles (L.A. Law), épisode : Whatever Happened to Hannah? : Diane Campbell

### Au cinéma
- 1972 : You'll Like My Mother de Lamont Johnson : Kathleen Kinsolving
- 1974 : Un colt pour une corde (Billy Two Hats) de Ted Kotcheff : Esther Spencer